# Gryphon
Gryphon es un grupo de rock progresivo británico formado en la década de los setenta conocido por su uso de instrumentos y melodías de la música medieval y del renacimiento.

## Historia

### Origen
A principios de la década de los setenta, los compañeros graduados de la Real Academia de Música, Richard Harvey (Multinstrumentista) y Brian Gulland (Vientos madera), iniciaron el grupo únicamente con música instrumental basada en la mezcla de folk inglés con música medieval. Poco después, se unieron al dúo el guitarrista Graeme Taylor y el percusionista y batería Dave Oberlé.

### 1973 a 1977: Carrera y ruptura
Tras el lanzamiento de su álbum debut nombrado como el grupo, buscan expandir su sonido incluyendo guitarras eléctricas y teclados al igual que instrumentos de viento como el fagot o el cromorno que no habían sonado hasta la fecha en un grupo de rock. En sus primeras grabaciones, el sonido de Gryphon es más cercano a la música folclórica rural o alas chansons renacentistas que al rock.
En 1974, el publicista del grupo Martin Lewis arregla para la banda el encargo de escribir y grabar la música para una gran producción de la La tempestad de Shakespeare, en el Teatro Nacional de Gran Bretaña. La obra sería dirigida por sir Peter Hall. La música escrita y grabada para esta producción inspiraría a la banda la composición de Midnight Mushrumps (21 minutos de duración) que sería el nombre así mismo de su segundo álbum. Tras el éxito de la representación y la aclamación de su música, Lewis consigue para Gryphon un concierto en el histórico teatro Old Vic, siendo el primer y último concierto de rock en el teatro Nacional. El concierto fue considerado un punto de ruptura del rock progresivo. Existen cintas con grabaciones originales del evento, pero que no han llegado a publicarse. La música fue grabada por el ingeniero de sonido del grupo, Richard Elen, con instrumentación de cuatro vías, obteniéndose un resultado en estéreo. Se realizaron copias en casete que por problemas técnicos resultaron ser de mala calidad.
Tras su tercer álbum  Red Queen to Gryphon Three y un tour junto a Yes, sus instrumentos se volvieron más convencionales y el uso de los sonidos distintivos que lo caracterizaban fue desapareciendo.
Greme Taylor abandonó el grupo en 1975 junto con el bajista Malcolm Bennett, que había entrado en 1974 sustituyendo a Philip Nestor, tras la gira con Yes y la grabación del cuarto disco Raindance. Taylor y Bennett formaron Precious Little, una banda de rock con la que actuaron en Copenhague hasta el verano de 1976.
En 1977, tras el lanzamiento de Treason (Harvest Records), el grupo se disolvió.

### 2007 hasta el presente
En septiembre de 2007 Gryphon anunció en su sitio web que finalmente habían decidido producir un nuevo álbum tras treinta y un años de silencio. No se anunció si el álbum sería una vuelta a las raíces folk y medievales de Gryphon o una continuación del estilo progresivo de sus últimos discos. El lanzamiento del nuevo disco fue previsto para el verano de 2008. Igualmente desde Gryphon se empezó a especular con un directo en Londres cercano a la fecha de lanzamiento del disco.
El 15 de septiembre de 2008 anunció en su web que el concierto debería posponerse al año siguiente por la falta de capacidad de encontrar un lugar de encuentro en ese año. También se dijo que el  disco en proyecto continuaba en producción. 
Finalmente el 16 de junio de 2009, Gryphon realiza su concierto reunión en el Queen Elizabeth Hall de Londres. Acudieron los cuatro miembros originales que iniciaron la tarde con temas e instrumentos de su primer álbum. A mitad del concierto se sumaron Jon Davie, bajista en Treason y el multinstrumentista y compositor Graham Preskett.
A principios de 2015 se confirmó que durante la primavera de ese mismo año Gryphon iría de gira actuando hasta en seis escenarios. La gira incluyó piezas de sus álbumes clásicos pero también sus nuevos temas.

## Miembros

### Fundadores
- Richard Harvey (Nacido el 25 de septiembre de 1953, en Enfield, Middlesex) — vientos, teclados, mandolina, voz (1973-1977, 2009, 2015)
- Brian Gulland (Nacido el 30 de abril de 1951, en Maidstone, Kent) — vientos, teclados, voz (1973-1977, 2009, 2015)
- Graeme Taylor (Nacido el 2 de febrero de 1954, en Stockwell, Londres) — guitarras, voz  (1973-1975, 2009, 2015)
- Dave Oberlé (Nacido el 9 de enero de 1953, in Farnborough, Kent, ahora Londres) — Batería, percusión, voz principal (1973-1977, 2009, 2015)

### Miembros posteriores
- Philip Nestor (nacido en 1952, en Epsom, Surrey) — bajo, voz  (1974)
- Malcolm Bennett (conocido desde 1989 como Malcolm Markovich) — bajo, flauta  (1974-1975)
- Alex Baird — percusiones, (1977)
- Jonathan Davie — bajo, bajo acústico (1975-1977, 2009, 2015)
- Bob Foster — guitarra (1977)
- Graham Preskett — teclados, mandolina, violín, guitarra, percusión (2009, 2015)

## Personal adicional
- Ernest Hart – Órgano (en Midnight Mushrumps y Red Queen to Gryphon Three)
- Peter Redding – Bajo acústico (en Red Queen to Gryphon Three)
- Tim Sebastion – Letras (en Treason)

## Discografía

### Álbumes
- Gryphon (1973)
- Midnight Mushrumps (1974)
- Red Queen to Gryphon Three (1974)
- Raindance (1975)
- Treason (1977)

Todos los álbumes fueron lanzados por Transatlantic Records, salvo Treason, que fue editado por EMI/Harvest Records.

### Recopilaciones y otros
- The Collection (1991)
- The Collection II (1995)
- About as Curious as It Can Be (2002) - Actuaciones en la radio BBC en 1974 y 1975
- Glastonbury Carol (2003) - Actuaciones en la radio BBC en 1972 y 1974 incluyendo la música para la película de Peter Neal Glastonbury Fayre.
- Crossing the Styles: The Transatlantic Anthology (2004)